# Салтиково (Пачелмський район)
Салтико́во (рос. Салтыково) — село у складі Пачелмського району Пензенської області, Росія.
Населення — 1 особа (2010; 4 у 2002).
Національний склад станом на 2002 рік:
- росіяни — 100 %